# Dehaj
Dehaj (persiska: دهج) är en ort i Iran.   Den ligger i provinsen Kerman, i den centrala delen av landet, 600 km sydost om huvudstaden Teheran. Dehaj ligger 2 181 meter över havet och antalet invånare är 7 756.
Terrängen runt Dehaj är kuperad.Runt Dehaj är det mycket glesbefolkat, med 7 invånare per kvadratkilometer. Dehaj är det största samhället i trakten. Trakten runt Dehaj är ofruktbar med lite eller ingen växtlighet.